# Rhodamnia kerrii
Rhodamnia kerrii là một loài thực vật có hoa trong Họ Đào kim nương. Loài này được J.Parn. & NicLugh. miêu tả khoa học đầu tiên năm 1992.